# Cantone di Troyes-6
Il Cantone di Troyes-6 era una divisione amministrativa dell'arrondissement di Troyes.
A seguito della riforma approvata con decreto del 21 febbraio 2014, che ha avuto attuazione dopo le elezioni dipartimentali del 2015, è stato soppresso.

## Composizione
Comprendeva parte della città di Troyes e i comuni di:
- Laines-aux-Bois
- Saint-André-les-Vergers
- Saint-Germain